# Supercapacitor

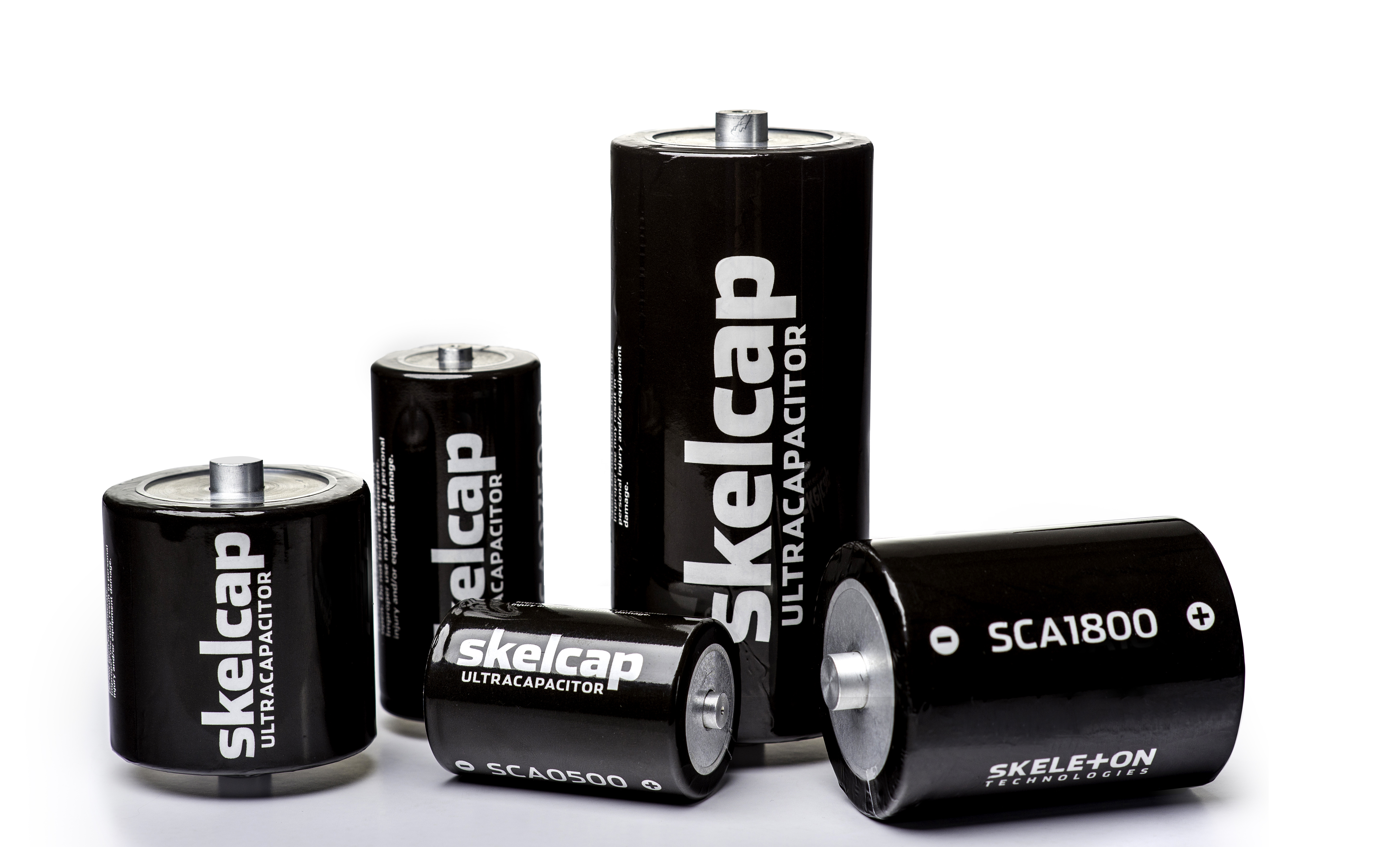
Supercapacitores comerciais

Configuração genérica de capacitor eletroquímico de dupla camada (EDLC)

Um supercapacitor (português brasileiro) ou supercondensador (português europeu) é um tipo de capacitor capaz de armazenar e fornecer uma elevada densidade de potência em um curto intervalo de tempo, apresenta capacitância elevada se comparada com outros tipos de capacitores e ocupa o intervalo de aplicações entre capacitores eletrolíticos e baterias. Eles tipicamente armazenam de 10 a 100 vezes mais energia por unidade de volume ou massa do que capacitores eletrolíticos, podem ser carregados muito mais rápido do que uma bateria e toleram mais ciclos de carga e descarga do que baterias recarregáveis.
Os supercapacitores são usados em aplicações que exigem muitos ciclos rápidos de carga/descarga, em vez de armazenamento de energia a longo prazo. Eles são usados em sistemas de frenagem regenerativa, automóveis, ônibus, trens, guindastes, reserva de energia para backup, equipamentos eletromédicos e elevadores, por armazenar energia rapidamente e entregar potência instantaneamente.  Supercapacitores flexíveis e transparentes são uma das promessas para o futuro por permitir o desenvolvimento tecnológico de produtos como telas interativas de para-brisas, combinação de células fotovoltaicas transparentes com supercapacitores e janelas inteligentes.

## Estrutura

Classificação de supercapacitores

Um supercapacitor é formado por dois eletrodos de superfície altamente porosa com um separador entre eles. Esse separador é molhado com eletrólito e tem a função de prevenir o contato elétrico entre os eletrodos. O material do separador precisa permitir a transferência de carga, ter alta resistência elétrica e baixa espessura. O eletrólito é formado basicamente por um sal + solvente, ele é fundamental por proporcionar condutividade iônica para que ocorra compensação de cargas entre os eletrodos da célula, estando diretamente relacionado com diversos parâmetros. Como,  janela de potencial da célula, densidade de energia, densidade de potência, capacitância e resistência equivalente série (ESR, sigla do inglês), de acordo com o tipo e tamanho do íon, concentração do solvente, interação entre íon e solvente e interação entre eletrólito e eletrodo. Soluções eletrolíticas aquosas que é aquela cujos íons foram solvatados pela água, permitem que o supercapacitor opere com uma janela potencial de 1.23V, devido a instabilidade eletroquímica da água, enquanto que soluções eletrolíticas formadas por sais dissolvidos em solventes orgânicos podem alcançar uma janela de potencial de 2.8V.

### Tipos de supercapacitores
Capacitância de dupla camada elétrica e pseudocapacitância eletroquímica são mecanismos que caracterizam os três tipos de supercapacitores sendo eles:
- Capacitor eletroquímico de dupla camada (EDLC, sigla do inglês) usa eletrodos de carbono ou derivados com alta área superficial, o mecanismo de armazenamento é baseado em uma escala nanométrica de separação de cargas na interface eletroquímica formada entre o eletrodo e eletrólito e não envolve processos de oxidação e redução. Como apenas processos físicos de transferência de carga acorrem, a degradação acaba sendo menor permitindo assim que o dispositivo possa ser carregado e descarregado mais de 1 milhão de vezes.[10][11]
- Pseudocapacitor eletroquímico é baseado em reações de redução na superfície do material ativo do eletrodo. Os pseudo eletrodos são feitos principalmente de óxidos metálicos, carbono dopado com metais e polímeros. A capacitância alcançada é de 10 a 100 vezes maior, mas apresenta baixa condutividade elétrica acompanhada de redução na quantidade de ciclos de trabalho e menor densidade de potência.[10]
- Capacitor híbrido está entre os supercapacitores e baterias, pois apresenta um comportamento intermediário entre capacitor eletroquímico de dupla camada e processos faradaicos de um pseudocapacitor.[12]

## História
O primeiro supercapacitor baseado em um mecanismo de camada dupla foi desenvolvido em 1957 pela General Eletronics em uma patente que usava um eletrodo de carbono poroso. Acreditou-se que a energia fora armazenada nos poros de carbono, exibindo este capacidade "excepcionalmente alta", embora o mecanismo fosse desconhecido naquele momento. Foi a Companhia de Óleo Standard de  Cleveland (SOHIO) em 1966 que patenteou um dispositivo que armazenava energia na interface de camada dupla.[carece de fontes?]